# Pyrrhique

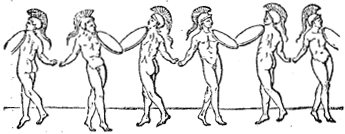
Danse des corybantes, selon le Dictionnaire des Antiquités Grecques et Romaines de William Smith. Les Corybantes sont connus pour leur pratique de la Pyrrhique.

La pyrrhique, aussi appelée danse en armes, était une danse religieuse et martiale en Grèce durant l'Antiquité. Les danseurs faisaient le simulacre d'un combat entre hoplites : ils avaient l'air de lancer et d'éviter un trait, de frapper avec la lance et de parer, ils couraient en avant ou reculaient, tombaient à terre, comme blessés ou morts, puis se relevaient et changeaient de front. Cette danse était pratiquée avec les armes des hoplites. Celui qui danse la pyrrhique est appelé pyrrhichiste.[réf. souhaitée]

## Étymologie
Son nom est généralement associé au héros mythique Pyrrhus, le fils d'Achille, auquel son invention est parfois attribuée. Selon Louis Séchan, il serait un diminutif de (Πύρρος / Púrrhos), lui-même dérivant du mot feu. La pyrrhique serait ainsi la danse « rouge ».

## Origine
La pyrrhique serait née durant l'âge du bronze dans la Crète minoenne ; d'ailleurs, les neuf divinités auxquelles est attribuée son invention, les Curètes, sont crétoises,. Elles l'auraient exécutée lors de la naissance de Zeus dans l'objectif de cacher à Cronos par le fracas de leurs boucliers les pleurs de son enfant. Les Athéniens, quant à eux, attribuent les origines de cette danse à Athéna, qui, née déjà armée et casquée, l'aurait exécutée à la naissance.

## Rites

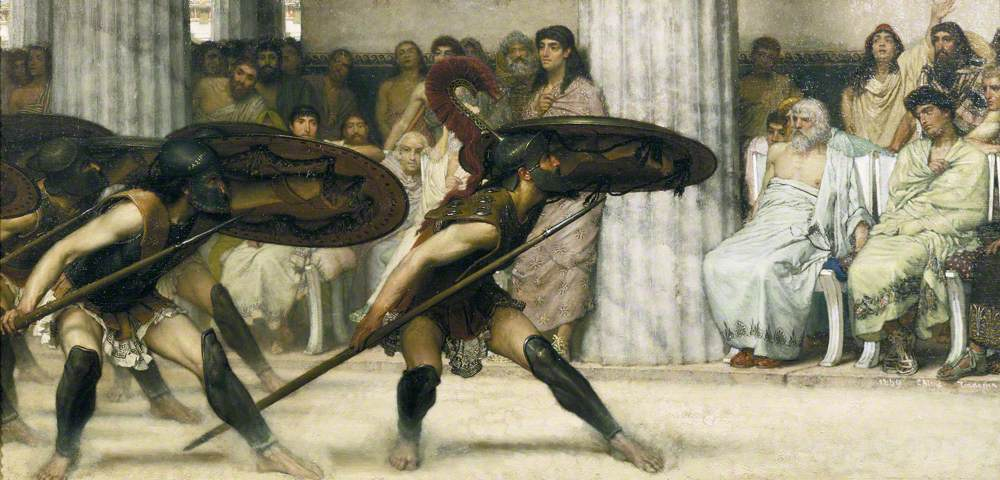
Une danse pyrrhique, Lawrence Alma-Tadema (1869), Guildhall Art Gallery, Londres

Cette danse était toujours associée au culte d'un ou plusieurs dieux : Zeus et les Curètes bien entendu, mais aussi Cybèle, Artémis, ou encore Athéna. Elle était cependant souvent exécutée dans un objectif d'entraînement martial, comme c'était le cas à Sparte. Les Athéniens l'exécutaient, quant à eux, sous le regard de chorèges, choisis pour leur richesse afin d'organiser les danseurs et de subvenir à leurs dépenses.
Elle fut notamment pratiquée par les Corybantes phrygiens, mais aussi par les Athéniens lors des Panathénées depuis le VIe siècle av. J.-C. et par les Spartiates lors des Dioscures et des Gymnopédies depuis le VIIe siècle av. J.-C. Ces derniers y étaient d'ailleurs très attachés, puisqu'ils l'apprenaient tous dès l'âge de cinq ans, comme une obligation imposée par leur éducation, l’agôgè.
Il est attesté, à la fois par des vases antiques et par les descriptions de Platon dans ses Lois (VII, 815a) et de  Xénophon dans son Anabase, que cette danse pourtant guerrière était aussi pratiquée par des femmes. S'il est vrai que certaines courtisanes l'exécutaient armées et casquées au cours du symposion (banquet), des jeunes filles pouvaient la danser en l'honneur d'Artémis ou de Bendis (déesse thrace).

## Autres danses armées
Athénée évoque d’autres danses armées : l’orsitès, l’apikrènios, l’apokinos, le maktrismos.